# Kanzler (Hochschule)
Der Kanzler einer deutschen Hochschule ist der Leiter der Verwaltung und Mitglied des Rektorats bzw. Präsidiums. Er ist Dienstvorgesetzter des nichtwissenschaftlichen bzw. nichtkünstlerischen Personals und zuständig für den Haushalt, die Liegenschaften sowie für Rechts- und sonstige Verwaltungsaufgaben. 

Im Mittelalter gab es diese Funktion auch in Österreich.
Die Besoldung in Deutschland für dieses Amt ist im Bundesbesoldungsgesetz geregelt und hängt von der Größe der Hochschule ab, vor Einführung der W-Besoldung auch für diese Ämter in vielen Bundesländern lag die Vergütung zwischen A 15 und B 5, heute werden Kanzler an öffentlichen Hochschulen in der Regel nach W 3 zzgl. aushandelbarer Amtszulagen bezahlt.

## Begriffsentwicklung im historischen Kontext
Historisch ist der Kanzler der Vertreter des Kaisers oder des Papstes, der die Universität gestiftet hat oder ihre Errichtung genehmigt hat, später dann auch der Vertreter des Landesherrn bzw. der Staatsregierung. Ein ebensolcher Hintergrund ist für die Bezeichnung Chancellor an britischen Universitäten ursächlich, wobei diese Amtsträger (Bischöfe) bald Vice-Chancellors ernannten, welche die eigentlichen Aufgaben wahrnahmen.
Eine ähnliche Amtsteilung gab es auch im deutschen Raum, wobei der für die Ausführung der eigentlichen Verwaltungsarbeit zuständige Professor oder Beamte meist als Prokanzler bezeichnet wurde. Das Amt des Kanzlers blieb (nominell) in Händen des betreffenden Stifters, Bischofs oder Landesherrn. Eine ähnliche Konstellation gab es auch in den deutschen Monarchien, in denen der König sich die Amtswürde des Rektors vorbehielt und der eigentliche Inhaber der akademischen Leitung Prorektor genannt wurde.
Verwaltungsleiter war stets der „Herr der Akten“, die damals auch Register genannt wurden, daher die heutige Bezeichnung für den dortigen Verwaltungsleiter (englisch: registrar), im weiteren Sinne auch für Archivar oder einen Urkundenbeamten verwendet.

## Funktionsbezeichnung in englischsprachigen Ländern
Der Chancellor ist an Hochschulen in den USA, dem Vereinigten Königreich und den meisten Ländern des Commonwealth of Nations der formelle Vorsteher der Einrichtung. Der Titel wird oft an prominente Persönlichkeiten vergeben. So ist z. B. Prinzessin Anne Chancellor der Universität London. Der Titel ist damit eher repräsentativer Natur. In das Alltagsgeschäft der tatsächlichen Leitung der Hochschule sind solche Chancellors nicht eingebunden, sie obliegt stattdessen einem Vice-Chancellor, der formell nur Stellvertreter des Chancellor ist, der aber die Hochschule tatsächlich leitet und damit dem Rektor oder Präsidenten einer deutschen Hochschule entspricht. An solchen Universitäten wird der Chancellor oft auf Lebenszeit ernannt, der Vice-Chancellor aber auf eine bestimmte Amtszeit. Die Stellvertreter des Vice-Chancellor in der Leitung der Hochschule tragen dann oft den Titel Pro-Vice-Chancellor oder Deputy Vice-Chancellor. Der Kanzler im Sinne deutscher Hochschuleinrichtungen, also der Leiter der Hochschulverwaltung, ist der Registrar (Universität Cambridge: Registrary).

## Funktionsbegriff an katholischen Bildungseinrichtungen
An katholischen Hochschulen in Deutschland ist der Großkanzler (lat. Magnus Cancellarius) heute der oberste Repräsentant und unmittelbarer Ansprechpartner des Papstes bzw. der Kongregation für das Katholische Bildungswesen. Dies ist an diözesanen Einrichtungen der Ortsbischof, wobei es hiervon auch Ausnahmen gibt. So ist nach Beschluss der Freisinger Bischofskonferenz nicht der Bischof von Eichstätt Großkanzler der bekanntesten katholischen Hochschule in Deutschland, der Katholischen Universität Eichstätt-Ingolstadt, sondern der Erzbischof von München und Freising.
An päpstlichen Einrichtungen ist dies unterschiedlich: So ist der Generalobere des Jesuitenordens an der ordenseigenen Päpstlichen Universität Gregoriana in Rom lediglich der Vizegroßkanzler, während das Amt des Großkanzlers vom Kardinalpräfekten der Kongregation für das Katholische Bildungswesen bekleidet wird. An der Päpstlichen Universität vom Heiligen Kreuz des Opus Dei (ebenfalls in Rom) ist hingegen der Prälat des Opus Dei Großkanzler und sein Generalvikar Vizegroßkanzler.